# Cryptworld
Cryptworld est un jeu de rôle d'horreur contemporaine publié par l'éditeur américain Goblinoid Games en 2013. Il est basé sur une mécanique simple et un univers horrifique peuplé entre autres de vampires, de loups-garous et de fantômes.

## Historique éditorial

### Chill, l'ancêtre
Le jeu Chill, écrit par Mark D. Acres, Gali Sanchez, Ethan Sharp, Garry Spiegle, Michael Williams, est d'abord édité aux États-Unis par Pacesetter Ltd en 1984. L'éditeur publie ensuite d'autres jeux de rôles basés sur le même système de jeu : Star Ace sur la science-fiction spatiale, Time Master sur les voyages temporels et Sandman sur un thème onirique (et un système simplifié).
En 1986, Pacesetter cesse toute activité et Chill n'est plus édité aux États-Unis jusqu'en 1990, année où Mayfair Games rachète le titre et sort une seconde édition, traduite en français en 1994. Fin 2012, la propriété intellectuelle ainsi que tous les droits de Chill sont vendus par Mayfair Games, Inc. à un couple de Canadiens du nom de Martin Caron et Renée Dion. Une troisième édition paraît en 2015 en anglais, et en 2017 en français.

### Goblinoid Games et les jeux Pacesetter
Parallèlement à cela, l'éditeur Goblinoid Games acquiert en 2011 les droits de Time Master et Sandman. Il réédite les deux jeux et décide également de créer de nouveaux jeux utilisant ce système : Rotworld sur le thème des zombies, Majus sur le thème de la magie moderne, et Cryptworld sur l'horreur en général. 
Cryptworld est donc un jeu de rôle avec un synopsis et un système très semblable à celui de la première édition de Chill, mais qui n'exploite pas le même univers. Ses inspirations sont différentes, puisant plus particulièrement dans le cinéma d'horreur des années 1980 (Invasion Los Angeles, Les Griffes de la Nuit, Wolfen, etc.) en plus des grands classiques de l'horreur. Les mécanismes de jeu diffèrent également concernant la gestion des pouvoirs des monstres, des pouvoirs paranormaux accessibles aux personnages, et autres détails.

## Extensions
L'éditeur publie plusieurs suppléments pour Cryptworld  :
- Monsters Macabre (2015) : recueil de créatures et de règles optionnelles
- Burial Plots (2017) : recueil de 5 aventures

L'auteur du jeu, Tim Snider, publie également en auto-édition des aventures tirées de classiques de la bande-dessinée d'horreur, dans la collection Creepy Comic Conversion :
- Case of the Painted Beast (2015) tirée de l'histoire éponyme parue dans le magazine Eerie en 1951
- The Fleshless Ones! (2017) tirée de l'histoire éponyme parue dans le magazine Worlds of Fear en 1953
- The Cave of Doom (2019) tiré de l'histoire éponyme parue dans le magazine Chamber of Chills en 1952
- The Thing in the Pool (2019) tiré de l'histoire éponyme parue dans le magazine Tales of Horror en 1952
- The Subway Terror (2019) tiré de l'histoire éponyme parue dans le magazine Mister Mysteries en 1951
- The Clutching Hand (2021) tiré de l'histoire éponyme parue dans le magazine Beware! en 1953

## Univers
Dans notre monde, les créatures surnaturelles comme les vampires, les loups-garous, les fantômes existent réellement, ainsi que d'autres menaces extraterrestres ou autres. Les joueurs incarnent des humains faisant face à ces menaces, et doivent résoudre les intrigues présentées par le « Maître de la Crypte », nom du conteur donné dans ce jeu.